# Ropoča
Ropoča (Hongaars: Rétállás, Duits: Ruppersdorf) is een plaats in Slovenië en maakt deel uit van de gemeente Rogašovci in de NUTS-3-regio Pomurska. De plaats telde 197 inwoners op 1 januari 2020.